# Dümmster anzunehmender User

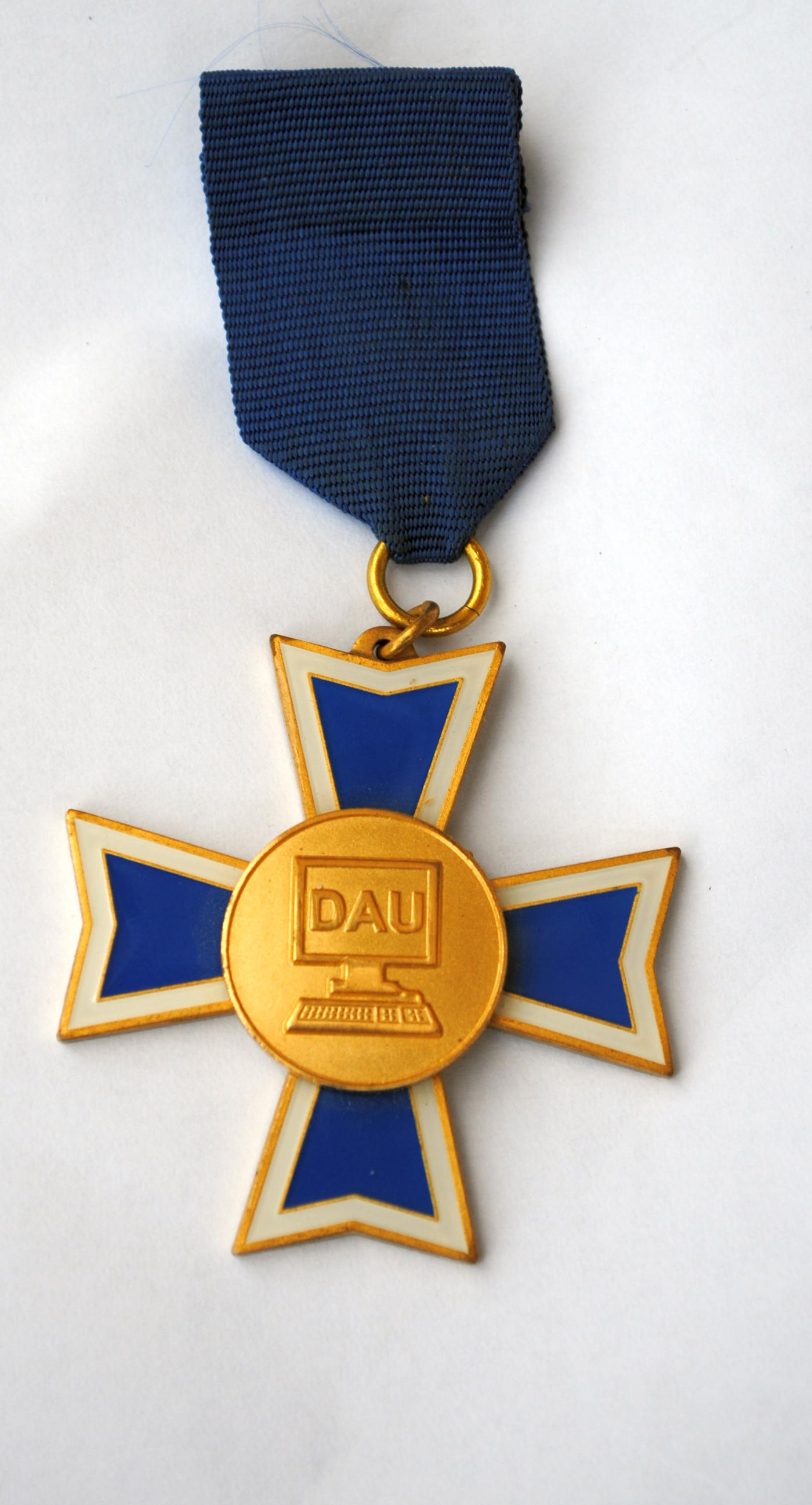
Ironische Auszeichnung für den DAU

Der Begriff Dümmster anzunehmender User (von englisch user ‚Benutzer‘; kurz DAU) ist ein Ausdruck für Computerbenutzer ohne Grundlagenwissen und Sachverständnis, denen grobe Denk- und Anwendungsfehler im Umgang mit Computern und deren Zubehör unterlaufen. Der Begriff spielt besonders in der Erstellung benutzertauglicher Hard- und Software (Usability) eine Rolle: Programme, die durch einen „dümmsten“ anzunehmenden Benutzer zum Absturz gebracht werden können, sind schlecht geschrieben (Ausnahmebehandlung/Exception-Handling versagt).

## Herkunft
Der Begriff entstand in Anlehnung an das Wort GAU (Größter anzunehmender Unfall) und wurde dann unter anderem im Bereich des Projektmanagements der Informationstechnik übernommen. Wenn etwa einem Programm die Eigenschaft, DAU-tauglich zu sein, zugeschrieben wird, bedeutet dies, dass das Programm auch ohne Hintergrundwissen der zukünftigen Anwender benutzbar und von ihnen intuitiv anwendbar ist (Stichworte Usability-Test und Benutzerfreundlichkeit) und dass auch mögliche Fehlbedienungen eingeplant sind.

## Synonyme
Für den Begriff, der oft als Beleidigung aufgefasst wird, gibt es weitere mehr oder weniger gleichwertige Bezeichnungen. Beispiele hierfür sind:
BDU
Brain Dead User
Deutsch: Hirntoter Benutzer
UTS
User Too Stupid
Deutsch: Benutzer zu Dumm
EIFOK (Akronym)
error in front of keyboard
Deutsch: Fehler befindet sich vor der Tastatur
ERROR-40
Fehler 40 (Der Fehler sitzt 40 cm vor dem Monitor)
FSVG
Fehler sitzt vorm Gerät
ID10T
Schreibweise von „Idiot“, wobei die „1“ ein „i“ und die „0“ ein „O“ darstellt. (siehe Leetspeak)
Luser
Der Luser ist ein im englischen Sprachraum gebräuchlicher Ausdruck, der sich aus den Wörtern Loser (Verlierer) und User (Benutzer) zusammensetzt. Er entstand um 1975 am MIT. Das dortige Computersystem zeigte vor dem Einloggen eine Statusmeldung, die unter anderem die Anzahl der eingeloggten Benutzer enthielt, zum Beispiel „10 users“. Einer der Anwender bearbeitete das System, so dass es „losers“ statt „users“ anzeigte. Dadurch fühlten sich einige Benutzer angegriffen. In der Folgezeit wechselte der angezeigte Text ständig zwischen den beiden Begriffen, bis irgendjemand als Kompromiss „lusers“ eintrug. Dabei blieb es dann. Es wird auch angegeben, der Ausdruck sei aus local user entstanden; möglicherweise ist dies aber ein Backronym.
OSI Layer 8 bzw. Error in Layer 8
Das OSI-Modell besitzt 7 Layer (Schichten), wobei Layer 7 die dem Benutzer am nächsten liegende Anwendungsschicht ist. Der im Modell nicht eigens beschriebene „Layer 8“ ist damit der Benutzer selbst.
PEBKAC (Akronym)
problem exists between keyboard and chair
Deutsch: Problem befindet sich zwischen Tastatur und Stuhl (auch: ZBuS-Problem, Problem befindet sich zwischen Bildschirm und Stuhl)
PICNIC (Akronym)
problem in chair not in computer
Deutsch: Problem befindet sich auf dem Stuhl, nicht im Computer